# Lappön
Lappön este o arie protejată (arie specială de conservare — SAC, sit de importanță comunitară — SCI) din Suedia întinsă pe o suprafață de 55 ha, integral pe uscat.

## Localizare
Centrul sitului Lappön este situat la coordonatele 65°36′19″N 22°33′30″E / 65.6052°N 22.5584°E.

## Înființare
Situl Lappön a fost declarat sit de importanță comunitară în decembrie 1995 pentru a proteja 2 specii de animale. Situl a fost protejat și ca arie specială de conservare în martie 2011.

## Biodiversitate
Situată în ecoregiunile boreală și marină baltică, aria protejată conține 2 habitate naturale: Vegetație perenă pe țărmurile stâncoase, Taiga vestică.
La baza desemnării sitului se află mai multe specii protejate de  mamifere (2): Halichoerus grypus, Phoca hispida botnica.